# Francesca Molfino
Francesca Molfino Molfino (Roma, 25 settembre 1941 – 8 aprile 2013) è stata una psicoanalista italiana; di formazione freudiana, fu psicoterapeuta, saggista e attivista del Movimento femminista.

## Biografia
Esponente della scuola freudiana in Italia, ha lavorato come psicoterapeuta, con attività privata, prevalentemente con pazienti adulti e adulte. Nel 1979 ha contribuito a fondare e a organizzare il Centro Culturale Virginia Woolf (Università delle Donne). Ha preso parte attivamente al Movimento femminista e ha operato nei Centri Antiviolenza in sostegno delle donne vittime di maltrattamenti e aggressioni. Nel 2004, con altre studiose e scienziate, ha partecipato alla costituzione dell’Associazione Donne e Scienza. Ha affrontato, in saggi e libri, i temi dell’identità femminile e del rapporto tra psicoanalisi, femminismo e cultura.

## Pensiero
(Francesca Molfino)
Considerò il mondo femminile come «un universo ancora tutto da scoprire, affascinante e selvaggio come un continente inesplorato». La sua attività professionale, come psicoterapeuta, ma anche il saggio da lei curato, Legami e libertà, analizza con grande curiosità lo scambio epistolare, intenso ed emozionante, fra due protagoniste del passaggio fra Ottocento e Novecento, Anna Freud e Lou Andreas Salomé, che aiutano, con le loro riflessioni e la loro ricerca di conoscenza dell’interiorità, a immaginare un modo di pensare la vita lontano dagli stereotipi. La guidano la convinzione della «necessità di mettere a punto e di costruire delle articolazioni tra lo spazio separato e il sociale» e la constatazione che «gli scambi individuali, il gruppo e la struttura istituzionale sono tre elementi che vanno tenuti presenti nelle loro intersezioni e costituiscono i diversi gradi attraverso i quali il personale diventa politico». Silvia Vegetti Finzi, intervistata sull’eredità di Francesca Molfino, ne ha sottolineato soprattutto la grande capacità organizzativa e l’aver pensato alla psicoanalisi da un punto di vista femminile, cioè non considerando le donne come oggetti di studio, ma come soggetti dotati di interessi e desideri.

## Opere
- Il possesso della bellezza: dialogo sui collezionisti d'arte, (con Alessandra Mottola Molfino) U. Allemandi, Torino, 1997
- Donne, politica e stereotipi. Perché l’ovvio non cambia?, Dalai Editore, Milano, 2006
- Legami e Liberta. Lettere di Lou Andreas Salomé e Anna Freud (a cura di), Traduzione di Laura Bocci, La Tartaruga edizioni, Milano, 2012